# Stogovci (Apače, Slovenija)
Stogovci je naselje u slovenskoj Općini Apači. Stogovci se nalazi u pokrajini Štajerskoj i statističkoj regiji Pomurju. 

## Stanovništvo
Prema popisu stanovništva iz 2002. godine naselje je imalo 148 stanovnika.